# Ardea insignis
Ardea insignis е вид птица от семейство Чаплови (Ardeidae). Видът е критично застрашен от изчезване.

## Разпространение
Видът е разпространен в Бутан, Индия и Мианмар.